# Confiança (álbum de Heloisa Rosa)
Confiança é o quarto álbum de estúdio da cantora brasileira Heloisa Rosa, lançado no segundo semestre de 2011 pela gravadora Onimusic, sob a produção musical de Willian Douglas.
Geralmente tido como o disco mais "pesado" da carreira da artista, o disco, conceitualmente, aborda a confiança em um ser divino. O disco traz uma faixa bônus, interpretada pelo cantor Jonas Piloto. O disco foi gravado de forma independente, e foi masterizado no Abbey Road Studios. Com o projeto gráfico, foi destacado que a maioria das composições deste disco foram escritas antes de Heloisa gravar seu primeiro disco solo, em meados de 2000 a 2001.
Em divulgação da obra, a cantora divulgou a canção "Leva-me", e, mais tarde, produziu um clipe.
O álbum foi lançado digitalmente em 2013.
| Críticas profissionais | Críticas profissionais |
| Avaliações da crítica  | Avaliações da crítica  |
| Fonte                  | Avaliação              |
| ---------------------- | ---------------------- |
| O Propagador           | [ 5 ]                  |
| Super Gospel           | (favorável)            |

## Faixas
| N.º            | Título                       | Compositor(es)                   | Duração |  |
| 1.             | "Dançarei Contigo"           | Heloisa Rosa                     | 3:33    |  |
| 2.             | "Leva-me"                    | Heloisa Rosa                     | 4:55    |  |
| 3.             | "Hoje eu Sei"                | Heloisa Rosa                     | 03:52   |  |
| 4.             | "Não Temerei"                | Heloisa Rosa                     | 4:46    |  |
| 5.             | "O que Eu preciso"           | Heloisa Rosa                     | 3:17    |  |
| 6.             | "Amigo Íntimo"               | Heloisa Rosa                     | 4:01    |  |
| 7.             | "Glória ao Cordeiro de Deus" | Willian Douglas e Ronaldo Santos | 3:47    |  |
| 8.             | "Olhar para o Alto"          | Heloisa Rosa                     | 7:43    |  |
| 9.             | "Gratidão"                   | Heloisa Rosa                     | 3:55    |  |
| 10.            | "Pulsa Coração"              | Heloisa Rosa                     | 5:06    |  |
| 11.            | "Deus Meu"                   | Heloisa Rosa                     | 6:04    |  |
| 12.            | "Nada Sou Sem Ti" (bônus)    | Marcus Grubert                   | 4:17    |  |
| Duração total: | Duração total:               | Duração total:                   | 55:09   |  |

## Ficha técnica
A seguir estão listados os músicos e técnicos envolvidos na produção de Confiança:
- Heloisa Rosa - vocais, arranjos
- Willian Douglas - produção musical, arranjos, guitarra, violão, vocal de apoio
- Johnny Essi - teclado, sintetizadores e loops
- Rafael Almeida - baixo
- Clesio Isac - bateria
- Jairo João Taparosky Junior - arranjador coral
- Jonatas Piloto - vocais de apoio e vocal em "Nada Sou Sem Ti"
- Alexandre Brasolin - violino
- Cielo Romildo - violino
- Jordan Macedo - captação e mixagem
- Marcelo Cardoso - engenharia de som